# Шахнаме шаха Тахмаспа

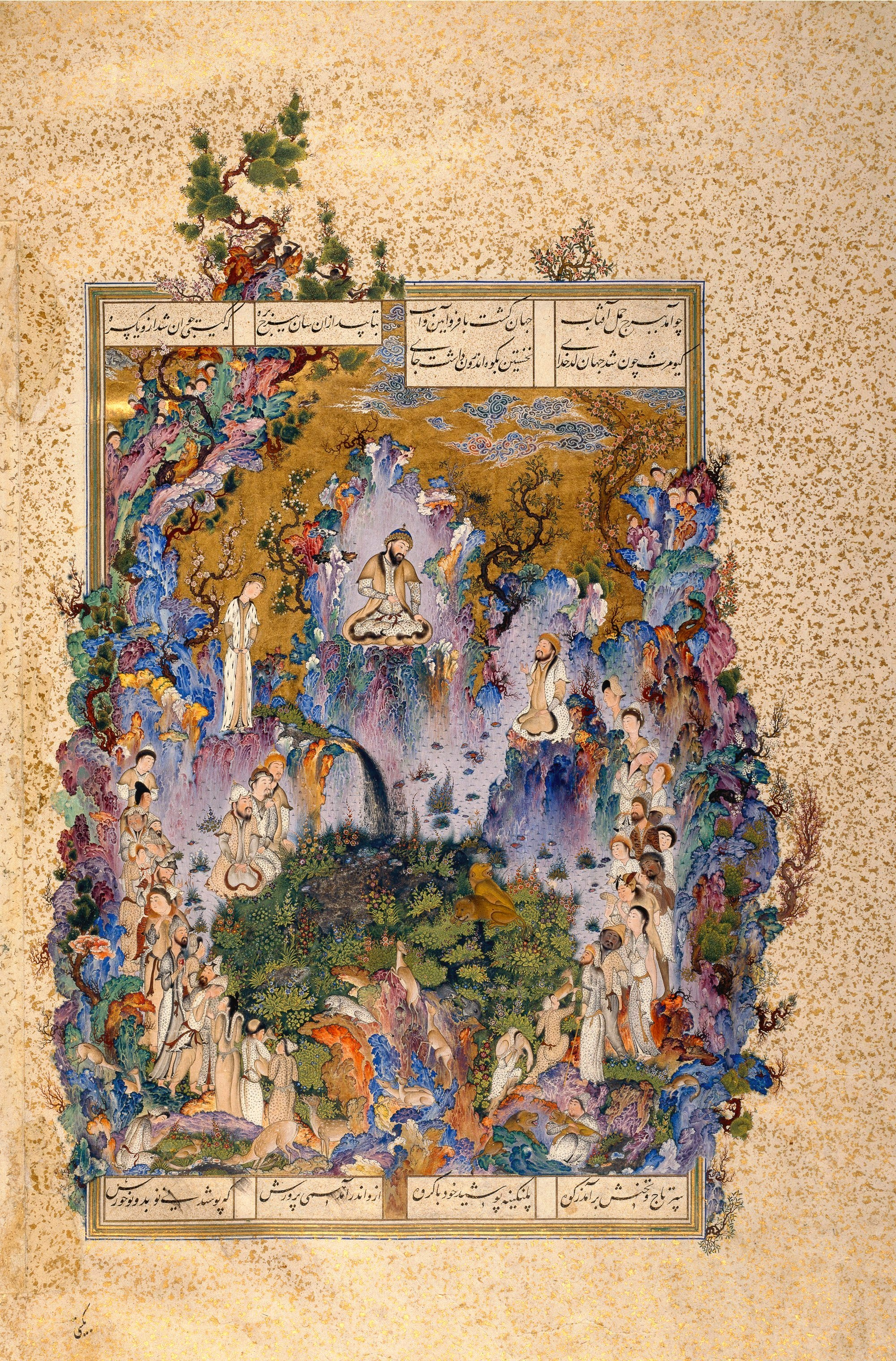
Двор Гайомарта

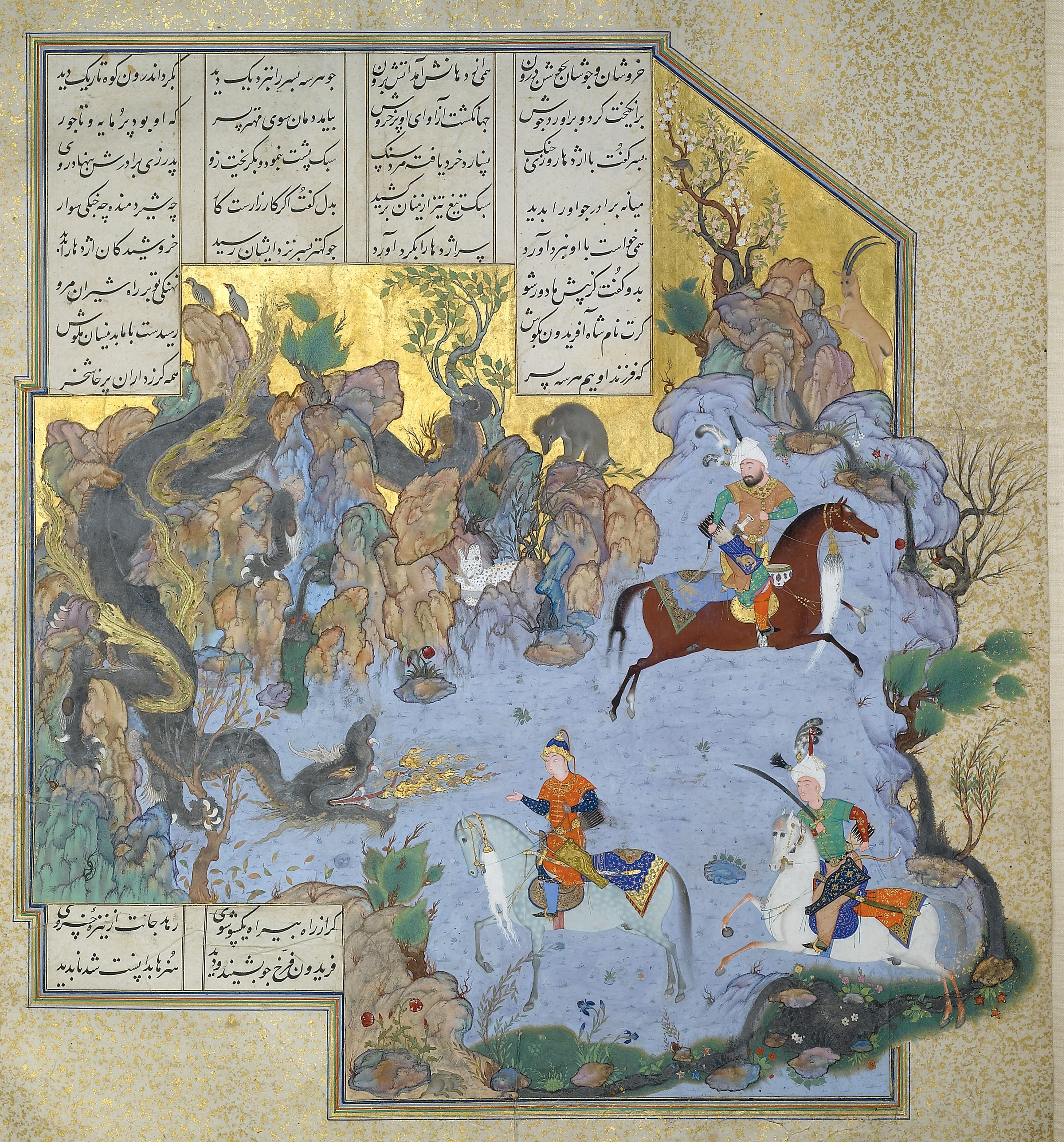
Приписывается Аге Миреку, Фаридун, замаскированный под дракона, испытывает своих сыновей

Шахнаме шаха Тахмаспа (перс. شاهنامه شاه‌طهماسب‎) или «Шахнаме» Хоутона — одна из самых известных иллюстрированных рукописей «Шахнаме», национального эпоса Большого Ирана, и вершина персидской миниатюры. Вероятно, это наиболее полно иллюстрированная рукопись текста из когда-либо созданных. На момент создания рукопись содержала 759 страниц, 258 из которых — миниатюры, которые были вручную расписаны художниками королевской мастерской в Тебризе при шахе Исмаиле I и шахе Тахмаспе I. После завершения работы над «Шахнаме» в 1568 году её подарили османскому султану Селиму II. Размер страниц — примерно 48 x 32 см, а текст написан шрифтом насталик высочайшего уровня исполнения. Рукопись была разделена на части в 1970-х годах, и её страницы сейчас находятся в различных коллекциях по всему миру.

## История
Рукопись была создана в Тебризе по приказу шаха Исмаила I, который незадолго до этого взял город под свой контроль. Шах был харизматичным и агрессивным в военном отношении лидером, что позволило ему завоевать большие участки территории с космополитичным населением. Благодаря этому он имел доступ к широкому кругу художников, имеющих множество специальностей и прошедших обучение в разных стилях, а сотрудничество художников привело к появлению нового стиля иллюминации.
Исмаил I поручил проиллюстрировать эту рукопись самым выдающимся художникам Сефевидской Персии, чтобы продемонстрировать изменения в политической обстановке и утвердить своё господство как шаха. Заказ «Шахнаме» был распространённым способом утверждения легитимности правителя, поскольку текст изображает шаха как сильную, устойчивую личность, которой следовало беспрекословно подчиняться и которую следовало уважать. Такая дорогая и богато украшенная рукопись могла бы представить Исмаила I как успешного и могущественного лидера, наследника силы и славы персов. Вероятнее всего, рукопись предназначалась либо для подарка Сулейману Великолепному, султану Османской империи, либо, возможно, в ознаменование возвращения его сына Тахмаспа с поста губернатора Герата.

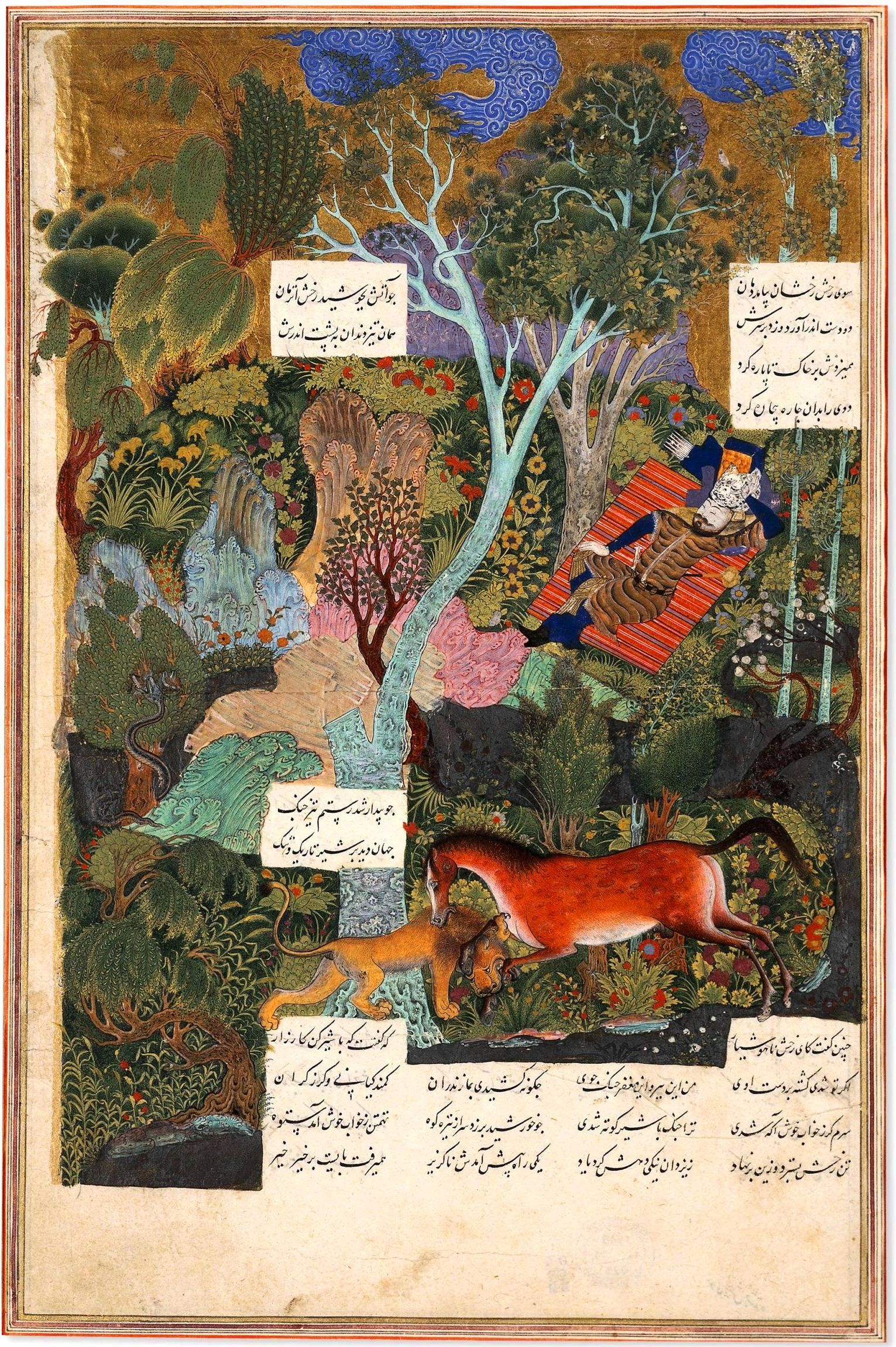
Рустам спит, в то время как его конь Рахш убивает льва, л. 118r.

Хотя учёные продолжают спорить о точных датах, большинство полагает, что работа началась в 1520-х годах. Для завершения требовалась работа нескольких поколений художников, и многие великие деятели искусства заняли пост директора, среди них Султан Мухаммед, Мир Мусаввир и Ага Мирек. Шах Исмаил I умер в 1524 году вскоре после начала работы над рукописью. Затем на трон взошел Тахмасп I, но в свои 11 лет он был явно недостаточно взрослым, чтобы осознать важность заказа. Вероятно, его советники настаивали на завершении рукописи и она, вероятно, была близка к завершению к середине 1530-х годов.
В 1568 году рукопись «Шахнаме» была окончательно передана османскому султану Селиму II. Османские источники сообщают, что она в феврале 1568 года прибыла в иранское посольство в сопровождении 34 верблюдов и других щедрых даров, предназначенных султану. И султан, и члены его двора были впечатлены рукописью, которая, по оценкам, на момент своей первой презентации насчитывала 30 000 куплетов. Подарок долгое время хранился в библиотеке дворца Топкапы в Стамбуле, а комментарии, добавленные на полях около 1800 года, доказывают, что он очаровывал многих правителей и учёных ещё долгое время после её создания.
Когда в начале XX века Османская империя распалась, рукопись оказалась в коллекции Эдмона Джеймса де Ротшильда. Она оставался во владении его семьи, а затем была приобретена Артуром Хоутоном II. Когда-то рукопись содержала 258 миниатюр, но Хоутон продавал их по отдельности, чтобы избежать налогов. Себе Хоутон оставил 118 миниатюр, 78 иллюстраций подарил Метрополитен-музею в 1972 году, а остальные продал в другие частные и государственные коллекции по всему миру.
После смерти Артура Хоутона II в 1990 году его сын решил продать переплёт, страницы текста и оставшиеся 118 изображений. В результате сложных переговоров с лондонским арт-дилером Оливером Хоаром остатки рукописи в 1994 году были отданы Тегеранскому музею современного искусства в обмен на картину Виллема де Кунинга «Женщина III». Картина некогда была куплена императрицей Фарах, но в Исламской Республике её посчитали безвкусной. Разрозненные миниатюры по-прежнему находятся в нескольких коллекциях, включая 10 листов в коллекции исламского искусства Халили.
6 апреля 2011 года страница рукописи, принадлежащая учёному и коллекционеру Стюарту Кэри Уэлчу, была продана за 7,4 миллиона фунтов стерлингов (12 миллионов долларов США).

## Миниатюры
Огромный масштаб работы, состоявшей в общей сложности из 759 страниц, включая 258 миниатюр, потребовал участия всех ведущих художников королевской мастерской. Некоторые из опознанных художников: Мир Сеид Али, Султан Мохаммед, Мизра-Али (сын Султана Мухаммеда) Ага Мирек, Мир Мусаввир, Дуст Мухаммад и, вероятно, Абд ас-Самад. Ряд художников идентифицирован учёными по стилю, но не по именам. Размер каждой страницы составляет около 48 x 32 см с текстом, написанным искусно выполненным шрифтом насталик. Стиль миниатюр существенно различается, хотя качество неизменно высоко. Многие миниатюры содержат мифические мотивы, но на них также изображены те предметы повседневного обихода, которые были распространены в Иране в период Сефевидов. Это делает миниатюры уникальными для определённого времени и места. В рукописи прослеживается слияние стилей школ Герата, где придворные мастерские Тимуридов выработали стиль классической сдержанности и элегантности, и художников Тебриза, чей стиль был более экспрессивным и изобретательным.
Дуст Мухаммад написал отчёт о персидской живописи, в котором упоминается эта рукопись. Это первый из многих рассказов, в котором отдельно выделяется двор Гайомарта (на илл.), который, по его словам, был создан Султаном Мухаммедом, которого он называет «зенитом эпохи». Более поздние учёные называли эту миниатюру «несравненной» и «вероятно, величайшей картиной в иранском искусстве». В рассказе Дуста Мухаммада также подчёркивается удивительный талант художников-портретистов Аги Мирека и Мира Мусаввира, которые также иллюстрировали «Хамсу Низами».
Знаменитая незаконченная миниатюра, изображающая спящего Рустама и его коня Рахша, сражающегося со львом, вероятно, была сделана для рукописи, но так и не была закончена и переплетена, возможно, потому, что Тахмаспу не понравился её энергичный тебризский стиль. По-видимому, это произведение Султана Мухаммада, чьи поздние работы в рукописи демонстрируют стиль, адаптированный к придворному стилю Кемаль-ад-Дина Бехзада. Миниатюра находится в Британском музее.
Одна из самых известных миниатюр, «Он убивает Белого Дэва», изображает Рустама, убивающего Белого Дэва во время путешествия для спасения короля Кая Кавуса. Красочная листва, окружающая Рустама и Дэва, контрастирует с чёрной пустотой вокруг двух фигур, которая символизирует обширную пещеру Дэва во враждебном регионе Мазандаран.

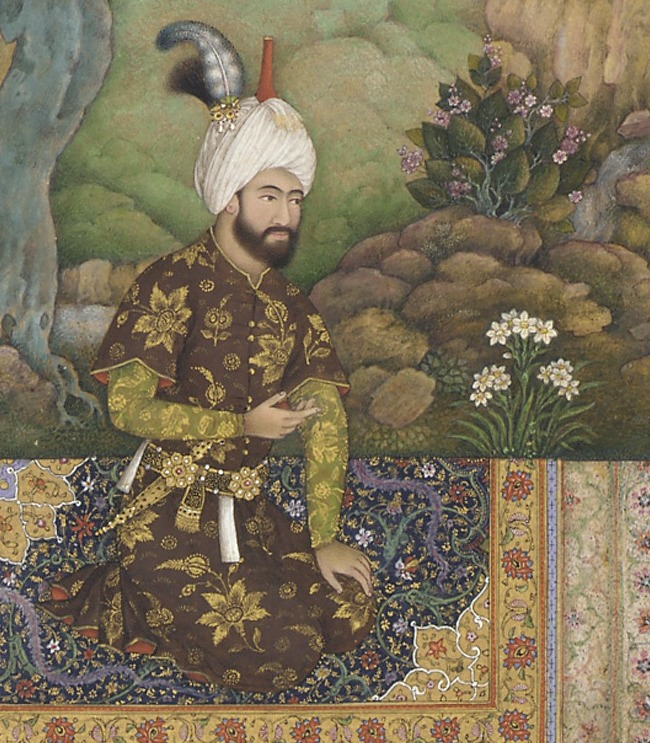
Единственный достоверный «портрет» Тахмаспа I, написанный Фаррухом Беком, который, возможно, когда-то его видел.
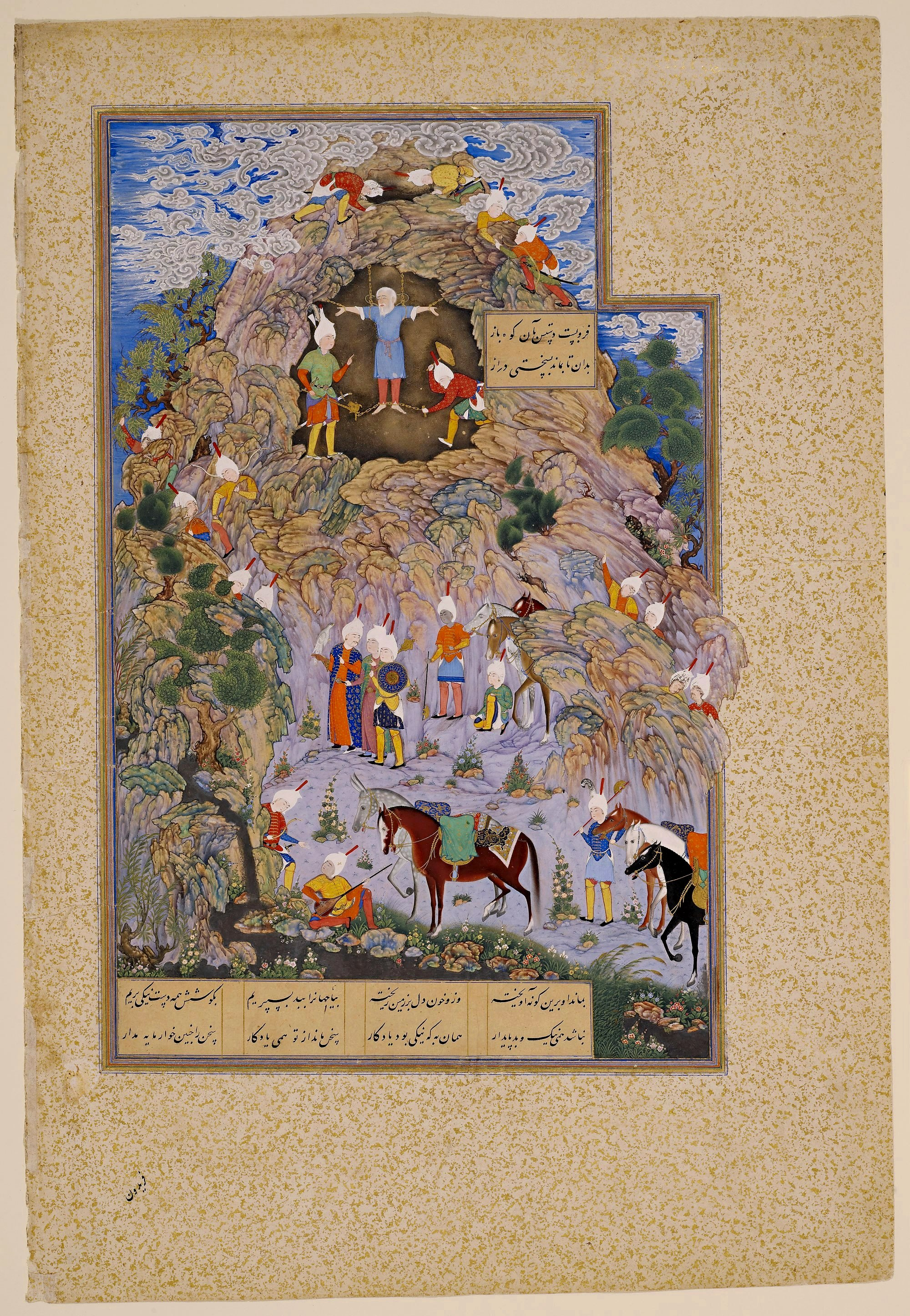
Смерть Заххака, л. 37б.
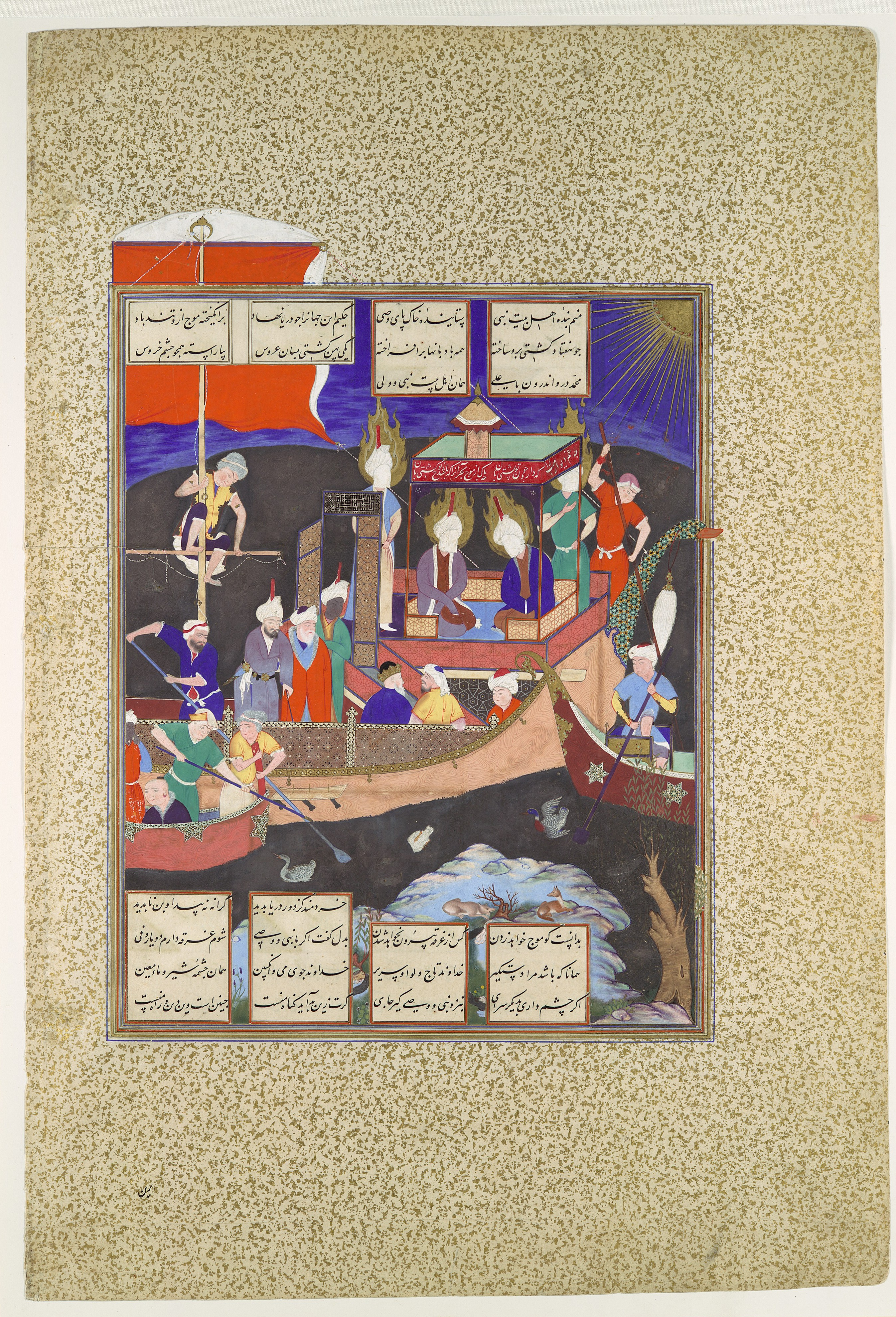
Притча о «Корабле Судьбы (Корабле Шиизма)», л. 18 об.
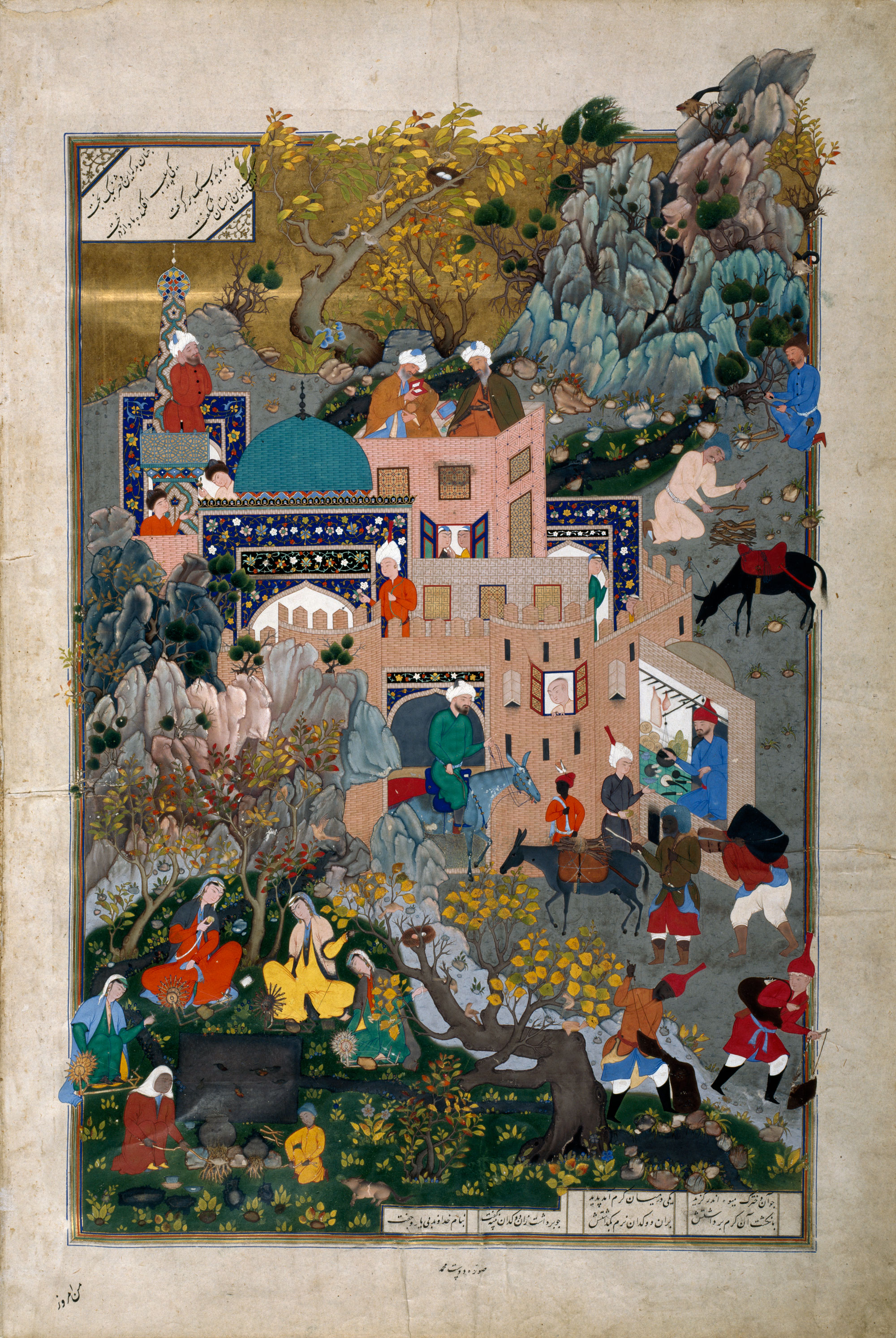
Дуст Мухаммад, История Хафтвада и Червя, л. 521v
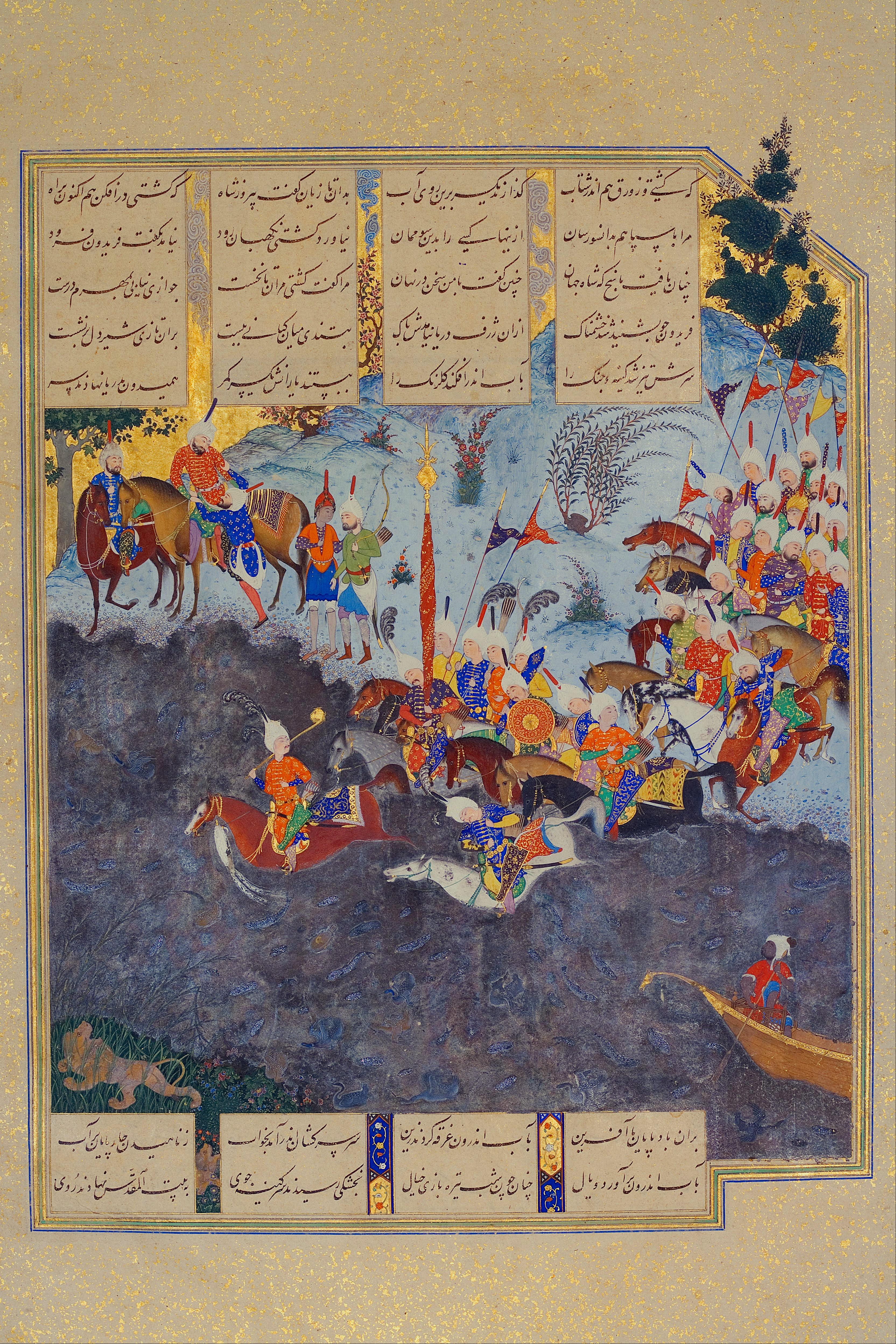
Фаридун пересекает реку Диджла (Тигр), л. 33 об.
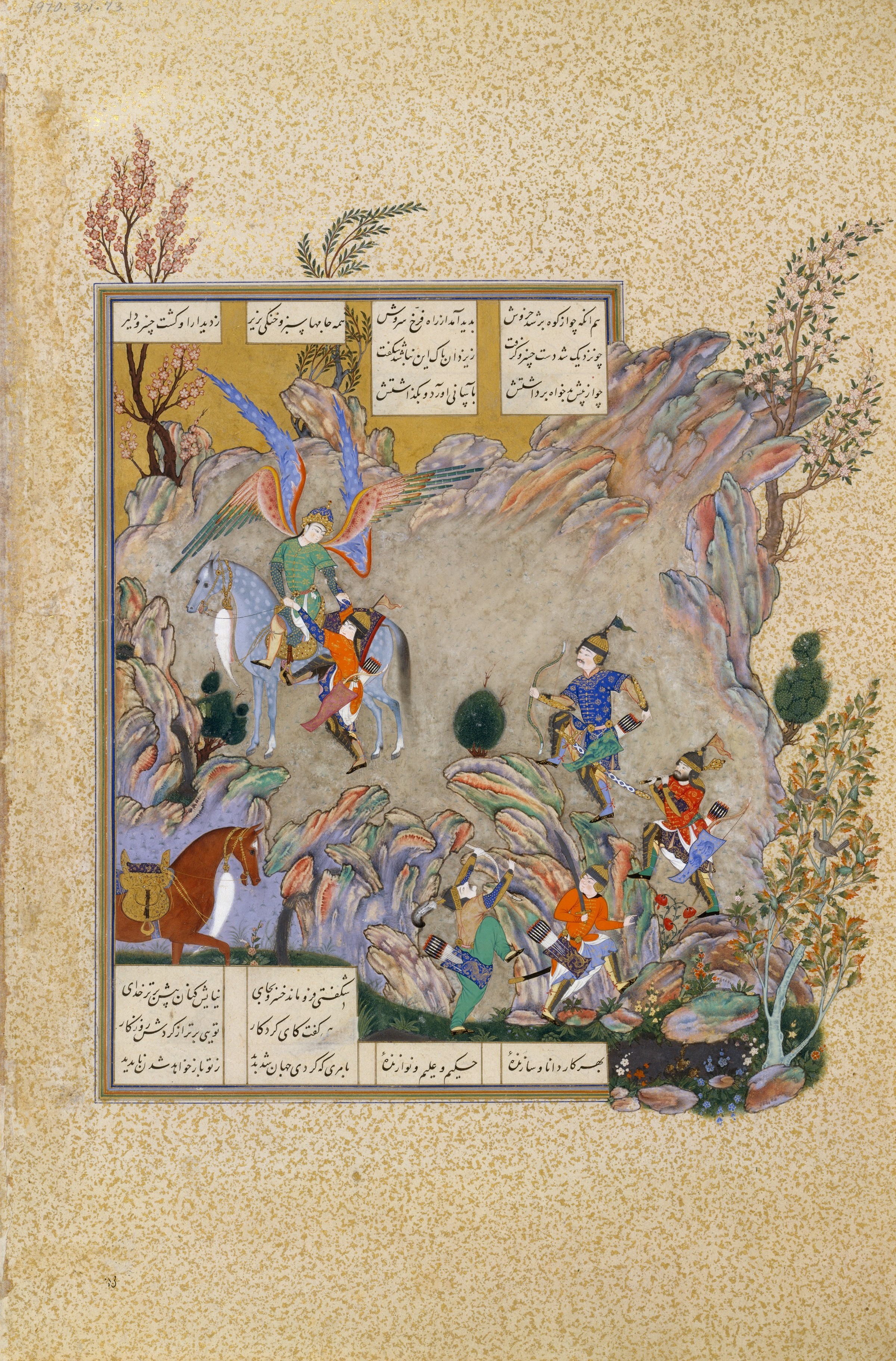
Ангел Суруш спасает Хосрова Парвиза, л. 708v